# 3,3',5-三碘甲腺原胺
3,3',5-三碘甲腺原胺，英文：3,3',5-Triiodothyronamine是一类类甲腺质物质，化学式为C14H12I3NO2。
它可由p-羟基苯乙胺为原料，经多步反应制得。